# Harriet Maxwell Converse
Harriet Maxwell Converse (nascida Harriet Arnot Maxwell; 11 de janeiro de 1836 – 18 de novembro de 1903) foi uma escritora, folclorista e historiadora estadunidense de origem escocesa e irlandesa.

## Vida
Nasceu em 1836, em Elmira, Nova Iorque, como filha de Thomas e Maria (Purdy) Maxwell. Seu pai e seu avô, ambos comerciantes, eram membros adotivos da Nação Seneca, uma das tribos iroquesas. Frequentou a escola em Milan, Ohio, onde desenvolveu sua paixão pela poesia. Em 1861, uniu-se em matrimônio a Frank Buchanan Converse, com quem viajou por diversos lugares até se fixarem em Nova Iorque.

## Carreira
Dedicou-se à defesa dos direitos dos Seneca e outras tribos iroquesas em Nova Iorque, colaborando para a proteção de suas terras e a valorização de sua cultura. Por suas contribuições, os Seneca a acolheram como membro da tribo e lhe conferiram o título honorífico de Sachem ou chefe das Seis Nações. Foi autora de um livro de poemas intitulado Sheaves: A Collection of Poems (G. P. Putnam’s Sons), publicado em 1882, e de um livro de ensaios chamado Myths and Legends of the New York State Iroquois (Universidade do Estado de Nova Iorque), lançado postumamente em 1908, após sua morte em novembro de 1903. Também foi responsável pela doação de uma coleção familiar de artefatos iroqueses ao Museu do Estado de Nova Iorque e pela persuasão dos Onondaga para que transferissem sua coleção de cinturões históricos de wampum das Cinco Nações ao mesmo museu.
Ela recebeu dois nomes Seneca: Ga-ya-nes-ha-oh, que significa "ela que tem um coração aberto", e Ya-ie-wa-noh, que significa "ela que nos vigia". Ela fez história ao se tornar a primeira mulher branca a ser eleita como chefe das Seis Nações em 1891. É considerada uma das primeiras mulheres antropólogas dos Estados Unidos.